# Lista över Sveriges statsministergemåler

Detta är en lista över gemåler till Sveriges statsministrar. Statsministergemålen innehar inget offentligt ämbete i sig per automatik, även om denne kan ha en framträdande roll under officiella besök och representation.
| Namn                                  | Relation till Statsministern     | Period    |
| ------------------------------------- | -------------------------------- | --------- |
| Caroline Wachtmeister                 | fru till Louis Gerhard De Geer   | 1876–1880 |
| Amalia De la Gardie                   | fru till Arvid Posse             | 1880–1883 |
| Charlotta Melart                      | fru till Carl Johan Thyselius    | 1883–1884 |
| Frida Dahlberg                        | fru till Robert Themptander      | 1884–1888 |
| Lucile Rosalie Dufva                  | fru till Gillis Bildt            | 1888–1889 |
| Ebba Gyldenstolpe                     | fru till Gustaf Åkerhielm        | 1889–1891 |
| Carolina Boström                      | fru till Erik Gustaf Boström     | 1891–1900 |
| Matilda von Otter                     | fru till Fredrik von Otter       | 1900–1902 |
| Carolina Boström                      | fru till Erik Gustaf Boström     | 1902–1905 |
| Henrika Charlotta Torén               | fru till Johan Ramstedt          | 1905      |
| Anna Elfbrink                         | fru till Christian Lundeberg     | 1905      |
|                                       | Karl Staaff var aldrig gift.     | 1905–1906 |
| Annie Lindman                         | fru till Arvid Lindman           | 1906–1911 |
|                                       | Karl Staaff var aldrig gift.     | 1911–1914 |
| Agnes Hammarskjöld                    | fru till Hjalmar Hammarskjöld    | 1914–1917 |
| Dagmar Swartz                         | fru till Carl Swartz             | 1917      |
| Maria Edén                            | fru till Nils Edén               | 1917–1920 |
| Anna Branting                         | fru till Hjalmar Branting        | 1920      |
| Magdalena De Geer                     | fru till Gerhard Louis De Geer   | 1920–1921 |
| Mary Emily von Sydow                  | fru till Oscar von Sydow         | 1921      |
| Anna Branting                         | fru till Hjalmar Branting        | 1921–1923 |
| Signe Trygger                         | fru till Ernst Trygger           | 1923–1924 |
| Anna Branting                         | fru till Hjalmar Branting        | 1924–1925 |
| Maria Sandler                         | fru till Rickard Sandler         | 1925–1926 |
| Laura Ekman                           | fru till Carl Gustaf Ekman       | 1926–1928 |
| Annie Lindman                         | fru till Arvid Lindman           | 1928–1930 |
| Laura Ekman                           | fru till Carl Gustaf Ekman       | 1930–1932 |
| Elisabeth Pennycook                   | fru till Felix Hamrin            | 1932      |
| Elisabeth Hansson                     | fru till Per Albin Hansson       | 1932–1936 |
| Sigrid Pehrsson-Bramstorp             | fru till Axel Pehrsson-Bramstorp | 1936      |
| Elisabeth Hansson                     | fru till Per Albin Hansson       | 1936–1946 |
| Aina Erlander                         | fru till Tage Erlander           | 1946–1969 |
| Lisbeth Palme                         | fru till Olof Palme              | 1969–1976 |
| Solveig Fälldin                       | fru till Thorbjörn Fälldin       | 1976–1978 |
| Evi Ullsten                           | fru till Ola Ullsten             | 1978–1979 |
| Solveig Fälldin                       | fru till Thorbjörn Fälldin       | 1979–1982 |
| Lisbeth Palme                         | fru till Olof Palme              | 1982–1986 |
| Ingrid Carlsson                       | fru till Ingvar Carlsson         | 1986–1991 |
| Mia Bohman                            | fru till Carl Bildt              | 1991–1994 |
| Ingrid Carlsson                       | fru till Ingvar Carlsson         | 1994–1996 |
| Annika Persson (1996–2003; skild.)    | fru till Göran Persson           | 1996–2006 |
| Anitra Steen (2003–2006)              | fru till Göran Persson           | 1996–2006 |
| Filippa Reinfeldt (2006–2013; skild.) | fru till Fredrik Reinfeldt       | 2006–2014 |
| Frånskild (2013–2014)                 |                                  | 2006–2014 |
| Ulla Löfven                           | fru till Stefan Löfven           | 2014–2021 |
| Richard Friberg                       | man till Magdalena Andersson     | 2021–2022 |
| Birgitta Ed                           | fru till Ulf Kristersson         | 2022–     |